# Чандра (телескоп)
Космічна рентгенівська обсерваторія «Чандра» (англ. Chandra X-ray Observatory, космічний телескоп «Чандра») — космічна обсерваторія, запущена НАСА 23 липня 1999 (за допомогою шатла «Колумбія») для дослідження космосу у рентгенівському діапазоні. Названа на честь американського фізика та астрофізика індійського походження Чандрасекара, який викладав у університеті міста Чикаго з 1937 до своєї смерті 1995 року і був відомий, переважно, своїми роботами про білих карликів.
Станом на 2017 рік телескоп продовжував працювати.

## Опис
Чандра — третя обсерваторія з чотирьох запущених НАСА наприкінці 20 початку 21 століття. Першою був телескоп Габбл, другою — Комптон, а четвертою — Спітцер.
Обсерваторія була задумана та запропонована 1976 року Ріккардо Джакконі та Гарві Тананбаумом як розвиток обсерваторії HEAO-2 (Ейнштейн), яка запускалася тоді. 1992 року, зважаючи на зменшення фінансування, дизайн обсерваторії був значно змінений — було прибрано 4 з 12 запланованих рентгенівських дзеркал і 2 з 6 запланованих фокальних приладів.
Злітна маса AXAF/Чандра становила 22 753 кг, що є абсолютним рекордом маси, коли-небудь виведеної в космос шатлами. Основну масу комплексу «Чандра» становила ракета, що дозволила вивести супутник на орбіту, апогей якої становить приблизно третину відстані до Місяця.
Станція проектувалася на період роботи у 5 років, проте 4 вересня 2001 року в НАСА було прийнято рішення продовжити термін служби на 10 років, завдяки видатним результатами роботи.

## Інструменти

### HRC
Камера високої роздільної здатності (HRC) має широке поле зору і високу роздільну здатність.
Прилад є розвитком реєструючого детектора, що працює на обсерваторії HEAO-2.
Кутова/просторова роздільна здатність інструменту становить близько 0,2 кутової секунди, що трохи краще, ніж якість зображення, створювана рентгенівськими дзеркалами обсерваторії (0,3 — 0,4 кутової секунди). Додатковою перевагою приймача HRC є його здатність реєструвати багато фотонів за секунду, що дуже важливо для спостереження неяскравих об'єктів, таких як чорні діри або нейтронні зорі в нашій Галактиці.

### ACIS
Спектрометри (ACIS, AXAF CCD Imaging Spectrometer) призначені для побудови зображень рентгенівських об'єктів з одночасним визначенням енергії кожного фотона. Принцип роботи спектрометрів заснований на приладах із зарядним зв'язком (ПЗС, CCD). Прилади є розвитком ПЗС-фотометрів, розроблених у Массачусетському технологічному інституті та вперше запущених у японській обсерваторії ASCA.

### LETG/HETG
Для вирішення завдань спектроскопії високої роздільної здатності на обсерваторії використовуються дифракційні ґратки, які відхиляють рентгенівські промені на різні кути залежно від їх енергії. Відхилені рентгенівські промені потім реєструються детекторами HRC-S. Висока енергетична роздільна здатність, що досягається за допомогою дифракційних ґраток, дозволяє у деталях досліджувати, наприклад, властивості міжзоряного середовища у нашій та інших галактиках.

## Відкриття
- Першим знімком Чандри був залишок наднової Кассіопея A, що надало астрономам можливість побачити в центрі утворення компактний об'єкт, імовірно — нейтронну зорю або чорну діру[1].
- У Крабоподібній туманності вдалося розрізнити ударні хвилі навколо центрального пульсара, які до того не були помічені іншими телескопами.
- Вдалося виявити рентгенівське випромінювання надмасивної чорної діри у центрі Чумацького Шляху.
- Виявлено великі обсяги холодного газу (більше, ніж очікувалося) у центрі Туманності Андромеди.
- Новий тип чорних дір було виявлено в галактиці M82. Вчені підозрюють, що це проміжна ланка між чорними дірами зоряних мас і надмасивними чорними дірами.
- Учні середньої школи за допомогою станції виявили нейтронну зорю в Туманності Медузи[2].
- З'ясовано, що майже всі зорі головної послідовності є джерелами рентгенівського випромінювання.
- Уточнено сталу Габбла.
- У 2006 році відкрито докази існування темної матерії шляхом спостереження зіткнень надскупчень галактик.
- У 2021 році було повідомлено, що у галактиці М51 за допомогою рентгенівського телескопа Chandra, який належить NASA, виявити планету величиною з Сатурн[3].

## Галерея

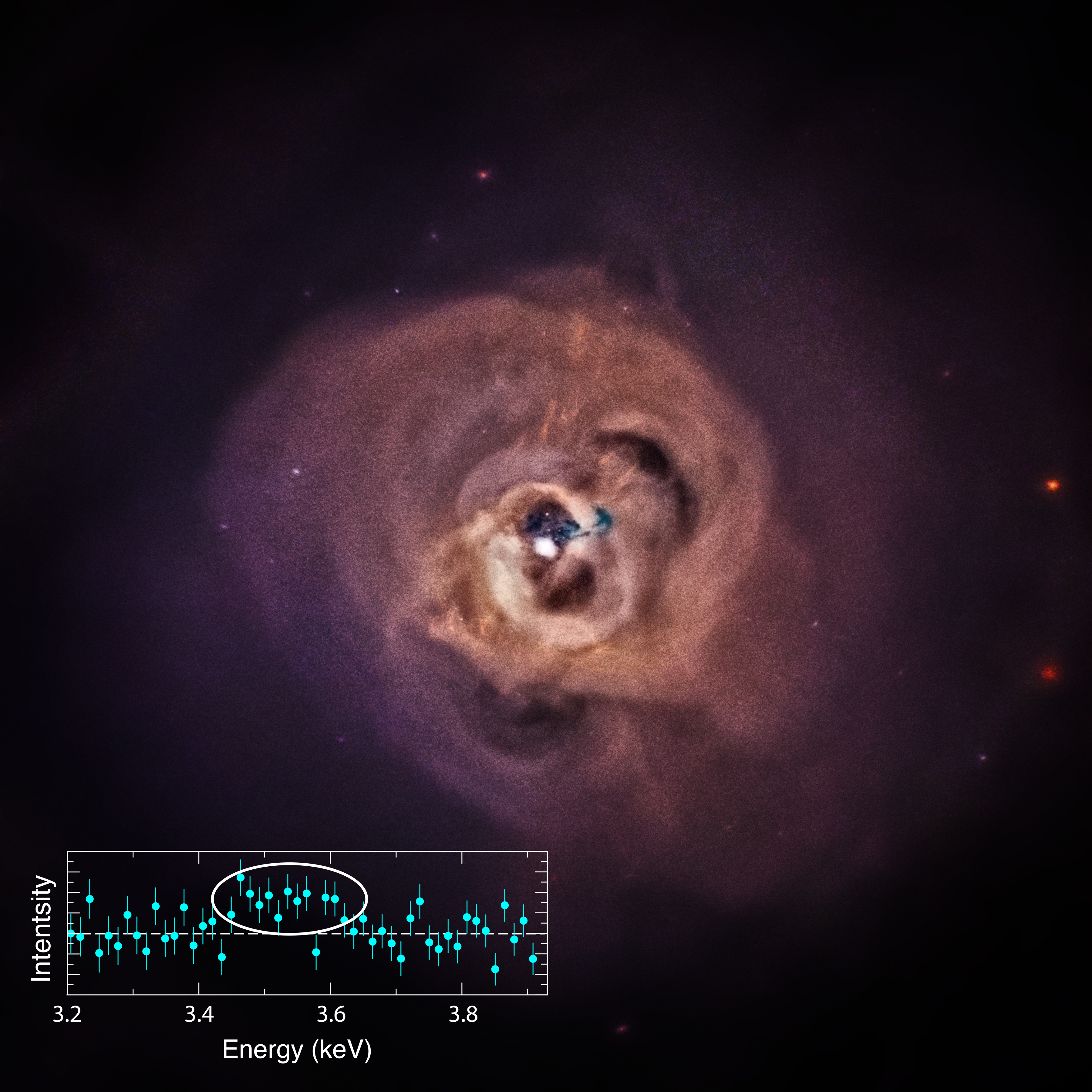
Скупчення Персея
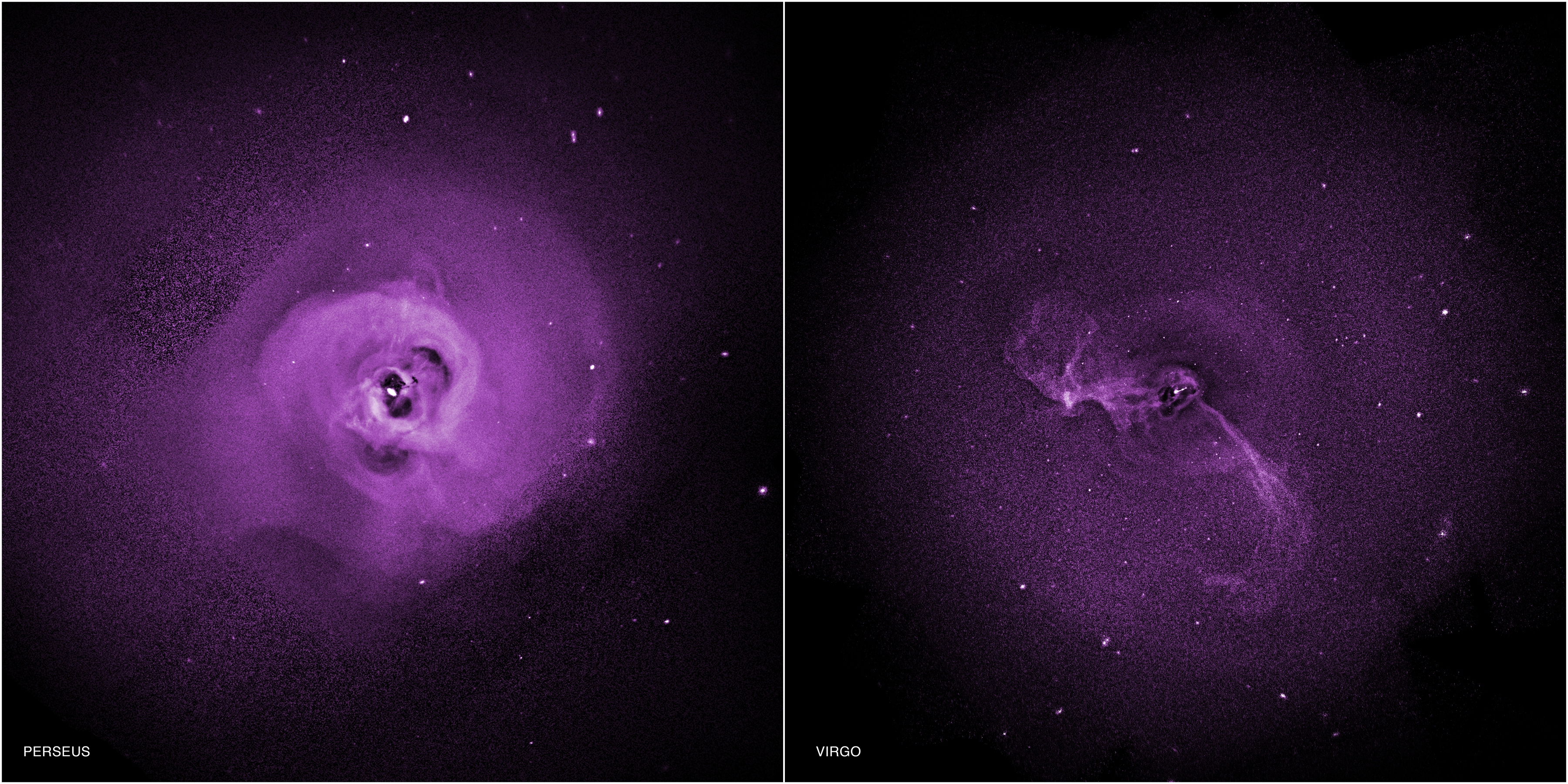
Турбулентність може перешкодити охолодженню скупчень